# جواو غويليرمي فيشر
جواو غويليرمي فيشر (بالبرتغالية: João Guilherme Fischer‏) هو دبلوماسي وكاتب برازيلي، ولد في 9 سبتمبر 1876 في سانتا ماريا، ريو غراندي دو سول في البرازيل، وتوفي في 2 فبراير 1952 في ريو دي جانيرو في البرازيل.